# Chaetonerius wittei
Chaetonerius wittei är en tvåvingeart som beskrevs av Aczel 1954. Chaetonerius wittei ingår i släktet Chaetonerius och familjen Neriidae.
Artens utbredningsområde är Kongo. Inga underarter finns listade i Catalogue of Life.